# Brainpainting
Brainpainting ist das „Malen mit Gedanken“. Mittels Hirnströmen wird von einem Computer ermittelt, auf welche dargebotenen Symbole (u. a. Farbwahl, Wahl der Pinselgröße, Wahl der Form) der Malende blickt. Ein vom Computer ausgelöster Blitz, der über das Symbol läuft, erzeugt dabei im Gehirn des Malenden eine P-300-Welle, die wiederum vom Computer registriert wird und ihm zeigt, dass das entsprechende Symbol gewählt wurde. Erfinder des Brainpainting ist Adalbert „Adi“ Hoesle.